# Internet Chess Club
De Internet Chess Club (ICC) is een commerciële Internet schaakserver bedoeld om op te schaken en te discussiëren over schaken en schaakvarianten. ICC heeft momenteel 30.000 leden en doorgaans zijn er zo'n 2500 ingelogd, waaronder veel spelers met een internationale titel. Sinds 1 augustus 2006 is het gebruik van een gast-account beperkt tot het stellen van vragen. Om te spelen heeft men dus een betaald account nodig of een proefaccount.

## Software
ICC stelt het programma BlitzIn ter beschikking, momenteel versie 2.8, en het Dasher programma, dat in 2006 vrijgegeven werd, momenteel versie 1.0.1. Als menselijke speler is het gebruik van een computerhulp tijdens het schaken verboden. De software heeft functies om te bepalen of dit gebeurt. Dit gebeurt door te kijken naar constant veranderende invoerfocus en door te kijken naar processen die op het systeem draaien, die bekendstaan als schaakprogramma's. Ook betaalt ICC een aantal mensen om valsspelers te ontdekken.
Naast deze programma's kan van ICC ook gebruik worden gemaakt via een aantal Java Applets die het mogelijk maken om zonder verlies van functionaliteit in een browser te kunnen spelen.
ChessDB is een gratis schaakdatabase en heeft een functie om partijen van uit de ICC history direct in de database te importeren.

## Diensten
- spelen van schaak met verschillende tijdcontroles, variërend van een minuut tot een aantal uren voor de gehele partij
- een rating systeem, gebaseerd op het Elosysteem, per categorie schaakpartij waaronder een aparte rating voor correspondentieschaak
- het bekijken van partijen van spelers met een titel
- live uitzendingen van toernooien met professioneel audio en tekst commentaar door

door internationale grootmeesters
- live audio-interviews, simultaanvoorstellingen, een doorzoekbare database van partijen die op ICC zijn gespeeld
- bibliotheken van historische schaaktoernooien, beroemde spelers en recente schaaktoernooien
- het meespelen met ICC-toernooien
- privélessen van professionals (Zelf arrangeren, de kosten zijn voor eigen rekening)
- een scala aan schaakvarianten, zoals doorgeefschaak, bughouse, crazyhouse, loser's chess, atomic chess.
- spreekkanalen voor schaakgerelateerde en niet-schaakgerelateerde onderwerpen
- computers om te oefenen in tactiek, eindspel of matstellingen
- Ook niet-schaakvermaak, zoals een triviantspel

## Lidmaatschap en probeeraccounts
Een proeflidmaatschap op ICC wordt aangeboden als Blitzin of Dasher voor Windows wordt gebruikt. Deze lidmaatschappen zijn een week geldig, en er men kan dit een extra week verlengen. Elke vier maanden kan men een proefperiode proberen. Op 1 augustus 2006, heeft ICC haar prijzen voor het eerst sinds de afgelopen 11 jaar verhoogd van $49 naar $59,95 per jaar en $149,95 voor een periode voor drie jaar. Studenten en personen onder de 22 betalen $29,95 per jaar.
Spelers met een GM, IM, WGM of WIM titel krijgen twee accounts. Een van deze accounts moet de echte naam bevatten van de speler, het andere is een anoniem account. Het is de bedoeling dat een speler het anonieme account minder vaak gebruikt dan het echte.

## Geschiedenis
Eind jaren 80 heeft een handje vol vrijwilligers voor hun plezier de eerste Internet schaakserver (ICS) gemaakt. Spelers konden inloggen met telnet en een board werd als ASCII text weergegeven. Serverbugs zorgde ervoor dat illegale zetten mogelijk waren, zoals het en passant slaan van een toren, maar de server was populair onder een kleine groep van schaakfans die enthousiast waren dat het mogelijk was om met nieuwe technieken schaak te spelen over grote afstand.
Na een tijdje werd er meer functionaliteit toegevoegd aan ICS, zoals Elo ratings en kwamen er grafische interfaces. De groep spelers werd groter, veel serverbugs werden gerepareerd en de groep spelers ging meer verwachten ten aanzien van stabiliteit.
In 1992 stelde Daniel Sleator zich vrijwillig kandidaat om hoofdontwikkelaar te worden en begon aan een grote revisie van de servercode. Hij adresseerde, naast vele andere problemen, de veel voorkomende klacht, dat spelers hun blitz partijen op tijd verloren wegens internet vertraging. In 1994 plaatste hij een copyright op de code en kreeg een aantal aanbiedingen van bedrijven die commercieel wilde gaan met de server.
Op 1 maart 1995 kondigde Sleator aan commercieel te gaan met ICS. Hij hernoemde de server van ICS naar Internet Chess Club (ICC) en introduceerde een jaarlijkse lidmaatschapsprijs van $49. Huidige spelers die al meer dan zes maanden lid waren van ICC kregen een gratis lidmaatschap van zes maanden. Spelers die minder dan zes maanden lid waren kregen voor dezelfde periode een lidmaatschap als dat ze lid waren. Het geld dat wordt opgehaald door deze bijdrage wordt gebruikt om de server en de interface programma's te verbeteren en om meer spelers met een titel partijen te laten spelen en schaakles te geven.
Deze aankondiging bracht veel commotie teweeg. Sommige mensen hadden op vrijwillige basis veel bijgedragen aan de ontwikkeling van ICS en nu probeerde anderen van hun werk te profiteren. ICC gaf een paar dozijn vrije accounts weg aan de vrijwilligers, maar dit stemde niet iedereen tevreden. Actieve spelers van de server die gewend waren dat alles gratis was, waren niet blij met de lidmaatschapsprijs. Mensen voorspelde een snelle ondergang van ICC. Studenten klaagden dat $49 per jaar een hoop geld was, waarop ICC voor hen een korting van 50% introduceerde. Er werden veel vragen aan Sleator gesteld, zoals waarom hij het recht op het intellectueel eigendom van ICS dacht te bezitten. Dit omdat hij de code niet heeft gemaakt van de originele server, maar slechts een paar substantiële verbeteringen heeft doorgevoerd en de hardware beschikbaar stelde waar de server op draaide.
Sommige programmeurs die aan de originele ICS hadden gewerkt, onder leiding van Chris Petroff, waren niet gelukkig met de commotie die over hun project was ontstaan. Ze maakten een Free Internet Chess Server (FICS), die tot op de dag van vandaag voor iedereen met alle functionaliteit gratis ter beschikking wordt gesteld. De gratis spelletjesdiensten die ter beschikking wordt gesteld door Yahoo! en Pogo.com hebben soms meer aangelogde spelers dan ICC, maar deze servers kennen minder functionaliteit.

## Chekels
Een Chekel is het betaalmiddel op ICC en is een samenvoeging van het woord Engelse woord Chess, dat schaken betekent en Shekel. Chekels kunnen worden gebruikt om producten en diensten te betalen van andere ICC gebruikers.